# ELLE cafe
ELLE cafe（エル・カフェ）は、東京と福岡でコールドプレスジュースを販売するカフェを中心としたライフスタイルショップ。

## 概要
フランスのラガルデール・アクティブ・エンタープライズのグループ企業であり、日本でのELLEブランド商品の統括および開発をしているELLE PARIS株式会社とのライセンス契約によりオープン。『ELLE JAPON』をはじめ『ELLE girl』、『ELLE DECOR』、『ELLE à table』、『ELLE mariage』を展開するアシェット婦人画報社のイヴ・ブゴンとETOAMの惠藤憲二が日本での展開を始めた。
2011年3月3日、博多阪急4階に最初の店舗がオープンする。
2014年9月より化粧品の企画販売、飲食店の企画運営、食品・食回り雑貨の企画販売を行うINMIND株式会社が運営。ミキサーで野菜や果物を押し潰し、素材が持つ水分だけでつくられるコールドプレスジュースを専門販売。2015年2月現在はカフェ運営事業や食物販企画開発、ケータリングを行うandeat株式会社が運営。
ニューヨークで人気に火がついたコールドプレスジュースは、30℃以下の温度で野菜や果物の水分を絞り出したドリンク。時間をかけて絞り出すため、ビタミンや酵素が失われにくく、ジュースに凝縮されるのが特徴。野菜汁と果物汁で形成されるため、身体への負担がすくなく、吸収性に優れているのも特徴。Elle cafeは、メディカルクリニック監修のもと、医学・栄養学の観点からレシピを作成。成人が１日に摂取する量を上回る量を使用し、また提供の際も、環境に配慮したリユース可能な瓶を使用していることを謳う。
コールドプレスジュースは、六本木ヒルズ店のみの販売だったが、ELLE cafe Hakata Hankyu店リニューアルオープンを機に販売を開始した。

## 店舗所在地
2016年11月11日、博多阪急店に代わり東京の青山（神宮前5丁目）に開店。2017年4月20日、GINZA SIXにも開店した。
- ELLE cafe 博多阪急
福岡県福岡市博多区博多駅中央街1-1 博多阪急4F（2016年8月閉店）
- ELLE cafe 六本木ヒルズ
東京都港区六本木6-10-1 六本木ヒルズ森タワー ヒルサイド2F